# Ingestre Hall

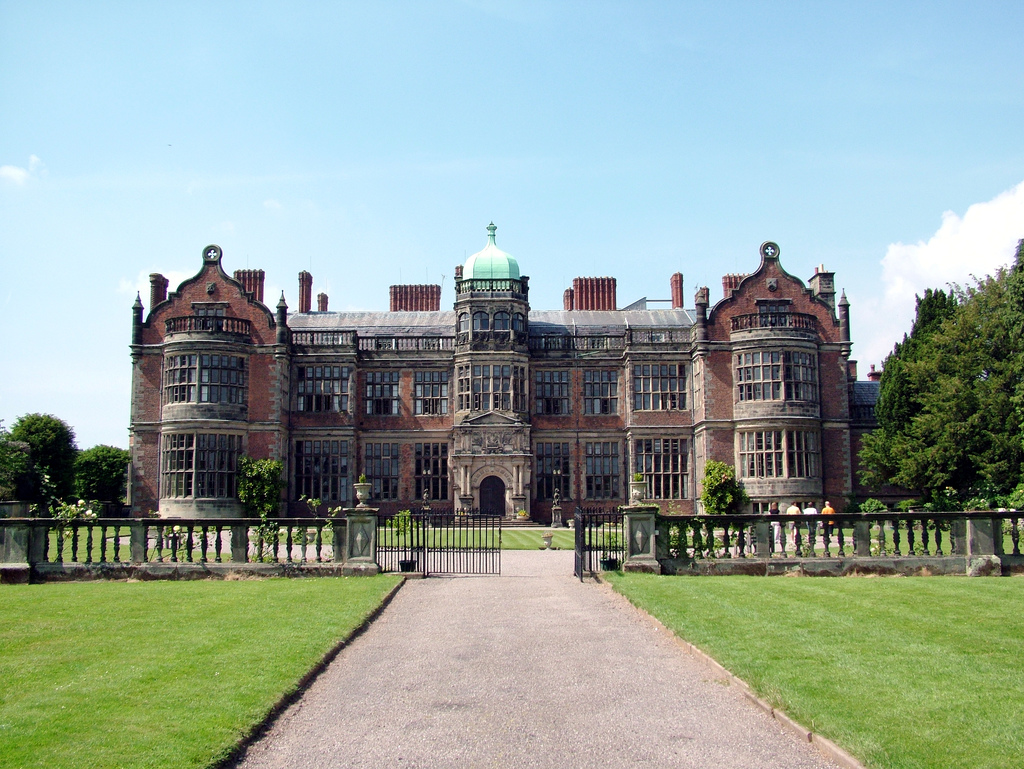
Ingestre Hall

Ingestre Hall ist ein Landhaus im Dorf Ingestre bei Stafford in der englischen Grafschaft Staffordshire. Das Haus in jakobinischem Stil aus dem 17. Jahrhundert war zunächst der Sitz der Earls Talbot und dann der Earls of Shrewsbury. Heute gehört das Haus der Gemeindeverwaltung von Sandwell und dient als Zentrum für örtliche Künste und Konferenzen. English Heritage hat es als historisches Bauwerk II*. Grades gelistet.

## Geschichte
Die Grundherrschaft Ingestre ist im Domesday Book erwähnt. In der Regierungszeit Heinrichs II. gehörte sie der Familie Mutton. In der Regierungszeit von Eduard III. fiel das Haus durch Heirat von Isabel de Mutton mit Sir John Chetwynd an die Familie Chetwynd. Deren Nachkommen wurden 1733 zu Baronen Talbot erhoben und später im selben Jahrhundert zu Earls Talbot.
Das imposante Landhaus aus roten Ziegeln ließ Sir Walter Chetwynd, im Jahre 1607 der High Sheriff of Staffordshire, 1613 an der Stelle eines früheren Herrenhauses errichten. Ein späterer Walter Chetwynd, sein Enkel, wurde 1717 zum Viscount Chetwynd erhoben. Die Tochter und Erbin des 2. Viscount Chetwynd heiratete 1748 Hon. John Talbot und ihr Sohn John Chetwynd-Talbot (der spätere 3. Baron Talbot und ab 1784 Viscount Ingestre und Earl Talbot) erbte das Anwesen in Ingestre.
Das Landhaus wurde Anfang des 19. Jahrhunderts vom Architekten John Nash für Charles Chetwynd-Talbot, 2. Earl Talbot, renoviert. 1856 erbte der 3. Earl und 3. Viscount Ingestre, Henry John Chetwynd-Talbot, von einem entfernten Vetter ein weiteres Earldom und wurde der 18. Earl of Shrewsbury. 1882 wurde das Landhaus durch einen Brand stark beschädigt und größtenteils neu gebaut.
1895 gründete Charles Chetwynd-Talbot, 20. Earl of Shrewsbury, den Staffordshire Polo Club in Ingestre Hall. Es spielten dort z. B. Charles Stanhope, 8. Earl of Harrington, Algernon Burnaby, Captain Daily Fergusson, Captain Hon. Robert Greville, Gerald Hardy, Albert Jones, Captain „Wengy“ Jones, Edward und George Miller, Norman Nickalls, Bertram Portal, Captain Gordon Renton, Jasper Selwyn und John Raid Walker.
Das Anwesen von Ingestre Hall mit einer Gesamtfläche von 450 Hektar wurde 1960 vom 21. Earl of Shrewsbury verkauft und aufgeteilt. Die Gemeindeverwaltung von Sandwell kaufte das Landhaus mit 11 Hektar Grund und installierte dort ein Zentrum für örtliche Künstler und Konferenzen.

## Zentrum für örtliche Künste
Beim Verkauf 1961 wurde festgelegt, dass das Landhaus „zur Förderung von Kunst und Bildung“ verwendet werden musste. In Ingestre Hall wurden Schulen und Jugendgruppen für Kinder zwischen 7 und 16 Jahren untergebracht. Dort wird für „Bereicherung von Bildung und Lebenserfahrung von Kindern und jungen Leuten durch kreative Kunst“ gesorgt.
Ingestre Hall sieht seine Ziele in der „Erweiterung des Erbes der Künste von Ingestre zur nationalen Anerkennung als Exzellenzzentrum, wo der Horizont von Kindern und jungen Leuten erweitert wird und wo sie inspiriert und motiviert werden, ihr volles Potential in einer hochstrebenden Umgebung zu erreichen, wo Kreativität und Selbstbewusstsein geschätzt und zur Blüte geführt werden.“ Ingestre Hall ist einmalig im Vereinigten Königreich als Local Authority Arts Centre, dass in den letzten fünf Jahren mehr als 12.000 Kinder und junge Leute zu örtlichen Künsten geführt hat.